# 通仮字
通仮字（つうかじ、中国語: 通假字）または通仮は、漢字の用法の一種。字音が同じ漢字を、字義も同じとみなして転用すること。音通・仮借と重なる。

## 概要
ある同音の2つの語AとBがあり、Aを表す漢字aを用いてBを表記する場合に、aはBの通仮字であると言う。例えば、「知恵」の「恵」は「賢い」という意味である。一方「恩恵」の「恵」は「慈愛」という意味である。「恵」は本来は慈愛という意味のケイ・エを受け持ち、賢いという意味のケイ・エは、本来は「慧眼」のように「慧」が受け持つ。しかし「恵」と「慧」は同音であるので、「慧」が「恵」で代用されることがある。このような用法を指して「恵は慧の通仮字である」と言う。

## 通仮字の例

### 古典
儒教経典や諸子百家といった先秦の文献をはじめとして、通仮字は中国古典において頻繁に用いられる。そのため、中国古典を原文で読む上では、通仮字の知識が必須になる。そのような事情から、通仮字は前近代以来、音韻学（上古音・中古音研究）の研究対象になってきた。さらに20世紀後半以降は、音韻学だけでなく出土資料研究の研究対象にもなっている。通仮字専門の字引き（工具書）もある。
古典中の通仮字の大半は現代ではめったに用いられないが、例えば「彊」（つよい）と「強」（穀物を食いあらす虫）のように、通仮字のほうが一般的になったものもある。日本語の音読みから推測できるものもあるが、推測できないものもある。古典中で通仮字が用いられる頻度は、字によって異なる。
- 古典中の例 - 『論語』などの、悦・説（旧字体：悅・說）[4]。

### 現代
通仮字は現代の「略字」と重なる部分が大きい。というのも、通仮字の使用には字数と画数を減らすことができるという利点があるためである。例えば、「恵」と「慧」を使い分けるとすると2つの字を覚えなければならないが、賢いという意味のケイ・エにも「恵」を用いるようにすれば、「恵」1字を覚えるだけで間に合う。また「慧」は画数が比較的多いが、代わりに「恵」を用いればその分書くのも速い。そのため、現代中国の簡体字や日本の新字体では、一部の漢字は通仮字による簡略化や統合がなされた。
- 簡体字での例 - 干（干・乾・幹）、斗（斗・鬥）、发（發・髪）、谷（谷・穀）、辟（辟・闢）など。
- 日本の新字体での例 - 弁（辯・辨・瓣）。本来は「かんむり」の意。辯（言う、弁論の弁）・辨（処理する、弁理士の弁）・瓣（はなびら、花弁の弁）の3つの字を受け持つ通仮字として用いる。

## 関連文献
- 高亨（中国語版）・蕫治安『古字通假會典』齊魯書社（中国語版）、1989年。[1]